# Copa Intercontinental 1960
La Copa Intercontinental 1960 fue la primera edición de la Copa Intercontinental de Clubes Campeones organizada por la UEFA y la CONMEBOL para designar al mejor equipo entre los vigentes campeones continentales de ambas confederaciones. El primer encuentro de esta nueva competición de clubes se disputó en una final a ida y vuelta entre el Club Atlético Peñarol, campeón de Sudamérica y el Real Madrid Club de Fútbol, campeón de Europa, al ser los vencedores de las consideradas más prestigiosas competiciones de clubes de la época: la Copa de Campeones de Europa (de la UEFA y que designaba al mejor club europeo, hoy llamada Liga de Campeones), y la Copa de Campeones de América (de la CONMEBOL y que designaba al mejor club sudamericano, hoy llamada Copa Libertadores).
Debido a la carga del calendario por las ya establecidas competiciones, la ida se disputó en Montevideo el 3 de julio y la vuelta se disputó en Madrid el 4 de septiembre de 1960, una diferencia de dos meses entre ambos encuentros, en sus respectivos estadios.
Se proclamó vencedor el Real Madrid C. F. con un resultado global de 5-1. El magiar Ferenc Puskás fue el máximo anotador de la final con dos goles.
El 27 de octubre de 2017, décadas después y una vez extinto el torneo, todas sus ediciones fueron reconocidas por la Federación Internacional de Fútbol Asociación (FIFA) como antecesoras directas de la Copa Mundial de Clubes, por lo que sus ganadores también recibieron el título oficial de Campeones del Mundo de Clubes de la FIFA.

## Participantes
| 18 de mayo de 1960 | Real Madrid C. F.                               | 7 - 3 | Eintracht Frankfurt            | Hampden Park,                                           |                                                         |
|                    | Di Stéfano 27' 30' 73' · Puskás 46' 56' 60' 71' |       | R. Kreß 18' · E. Stein 72' 75' | Asistencia: 127 621 espectadores Árbitro(s): John Mowat | Asistencia: 127 621 espectadores Árbitro(s): John Mowat |

| 12 de junio de 1960 | C. A. Peñarol  | 1 - 0 | Club Olimpia | Centenario,                                               |                                                           |
|                     | A. Spencer 79' |       |              | Asistencia: 44 690 espectadores Árbitro(s): Carlos Robles | Asistencia: 44 690 espectadores Árbitro(s): Carlos Robles |

| 19 de junio de 1960 | Club Olimpia   | 1 - 1 | C. A. Peñarol  | Puerto Sajonia,                                                 |                                                                 |
|                     | H. Recalde 28' |       | L. Cubilla 83' | Asistencia: 35 000 espectadores Árbitro(s): José Luis Praddaude | Asistencia: 35 000 espectadores Árbitro(s): José Luis Praddaude |

## Sedes
| Montevideo                     | Madrid                          |
| ------------------------------ | ------------------------------- |
| Estadio Centenario             | Estadio Santiago Bernabeu       |
| Capacidad: 74 860 espectadores | Capacidad: 125 000 espectadores |
|                                |                                 |

## Final

### Partido de ida
El Club Atlético Peñarol y el Real Madrid Club de Fútbol se enfrentaron el 3 de julio de 1960 en el primero de los dos partidos que dilucidaron al equipo que fue designado como campeón mundial de clubes. 
Para el juego disputado en el Estadio Centenario de Montevideo se vendieron oficialmente 71.872 boletos y las crónicas de la época narran que asistieron más de 80.000 espectadores, cifra récord en la historia del estadio.
Transcurridos los 90 minutos, ninguno de los dos equipos consiguió anotar ningún tanto en un terreno de juego embarrado que restó vistosidad al partido, por lo que el título se decidió en el segundo de los partidos que tuvo lugar en Madrid tres meses después.
| 1     | POR   | Luis Maidana         |  |
| 2     | DEF   | Santiago Pino        |  |
| 3     | DEF   | William Martínez     |  |
| 4     | DEF   | Walter Aguerre       |  |
| 5     | DEF   | Néstor Gonçalves     |  |
| 6     | MED   | Salvador             |  |
| 7     | MED   | Luis Cubilla         |  |
| 8     | MED   | Carlos Linazza       |  |
| 9     | MED   | Juan Eduardo Hohberg |  |
| 10    | DEL   | Alberto Spencer      |  |
| 11    | DEL   | Carlos Borges        |  |
| D. T. | D. T. | Roberto Scarone      |  |

| 1     | POR   | Rogelio Domínguez  |  |
| 2     | DEF   | José Santamaría    |  |
| 3     | DEF   | Marquitos Alonso   |  |
| 4     | DEF   | Pachín             |  |
| 5     | MED   | José María Zárraga |  |
| 6     | MED   | José María Vidal   |  |
| 7     | DEL   | Luis del Sol       |  |
| 8     | DEL   | Canário            |  |
| 9     | DEL   | Alfredo Di Stéfano |  |
| 10    | DEL   | Ferenc Puskás      |  |
| 11    | DEL   | Manolín Bueno      |  |
| D. T. | D. T. | Miguel Muñoz       |  |

| Principal | José Luis Praddaude |

| 1     | POR   | Luis Maidana         |  |
| 2     | DEF   | Santiago Pino        |  |
| 3     | DEF   | William Martínez     |  |
| 4     | DEF   | Walter Aguerre       |  |
| 5     | DEF   | Néstor Gonçalves     |  |
| 6     | MED   | Salvador             |  |
| 7     | MED   | Luis Cubilla         |  |
| 8     | MED   | Carlos Linazza       |  |
| 9     | MED   | Juan Eduardo Hohberg |  |
| 10    | DEL   | Alberto Spencer      |  |
| 11    | DEL   | Carlos Borges        |  |
| D. T. | D. T. | Roberto Scarone      |  |

| 1     | POR   | Rogelio Domínguez  |  |
| 2     | DEF   | José Santamaría    |  |
| 3     | DEF   | Marquitos Alonso   |  |
| 4     | DEF   | Pachín             |  |
| 5     | MED   | José María Zárraga |  |
| 6     | MED   | José María Vidal   |  |
| 7     | DEL   | Luis del Sol       |  |
| 8     | DEL   | Canário            |  |
| 9     | DEL   | Alfredo Di Stéfano |  |
| 10    | DEL   | Ferenc Puskás      |  |
| 11    | DEL   | Manolín Bueno      |  |
| D. T. | D. T. | Miguel Muñoz       |  |

| Principal | José Luis Praddaude |

| 1     | POR   | Luis Maidana         |  |
| 2     | DEF   | Santiago Pino        |  |
| 3     | DEF   | William Martínez     |  |
| 4     | DEF   | Walter Aguerre       |  |
| 5     | DEF   | Néstor Gonçalves     |  |
| 6     | MED   | Salvador             |  |
| 7     | MED   | Luis Cubilla         |  |
| 8     | MED   | Carlos Linazza       |  |
| 9     | MED   | Juan Eduardo Hohberg |  |
| 10    | DEL   | Alberto Spencer      |  |
| 11    | DEL   | Carlos Borges        |  |
| D. T. | D. T. | Roberto Scarone      |  |

| 1     | POR   | Rogelio Domínguez  |  |
| 2     | DEF   | José Santamaría    |  |
| 3     | DEF   | Marquitos Alonso   |  |
| 4     | DEF   | Pachín             |  |
| 5     | MED   | José María Zárraga |  |
| 6     | MED   | José María Vidal   |  |
| 7     | DEL   | Luis del Sol       |  |
| 8     | DEL   | Canário            |  |
| 9     | DEL   | Alfredo Di Stéfano |  |
| 10    | DEL   | Ferenc Puskás      |  |
| 11    | DEL   | Manolín Bueno      |  |
| D. T. | D. T. | Miguel Muñoz       |  |

| Principal | José Luis Praddaude |

| 1     | POR   | Luis Maidana         |  |
| 2     | DEF   | Santiago Pino        |  |
| 3     | DEF   | William Martínez     |  |
| 4     | DEF   | Walter Aguerre       |  |
| 5     | DEF   | Néstor Gonçalves     |  |
| 6     | MED   | Salvador             |  |
| 7     | MED   | Luis Cubilla         |  |
| 8     | MED   | Carlos Linazza       |  |
| 9     | MED   | Juan Eduardo Hohberg |  |
| 10    | DEL   | Alberto Spencer      |  |
| 11    | DEL   | Carlos Borges        |  |
| D. T. | D. T. | Roberto Scarone      |  |

| 1     | POR   | Rogelio Domínguez  |  |
| 2     | DEF   | José Santamaría    |  |
| 3     | DEF   | Marquitos Alonso   |  |
| 4     | DEF   | Pachín             |  |
| 5     | MED   | José María Zárraga |  |
| 6     | MED   | José María Vidal   |  |
| 7     | DEL   | Luis del Sol       |  |
| 8     | DEL   | Canário            |  |
| 9     | DEL   | Alfredo Di Stéfano |  |
| 10    | DEL   | Ferenc Puskás      |  |
| 11    | DEL   | Manolín Bueno      |  |
| D. T. | D. T. | Miguel Muñoz       |  |

| Principal | José Luis Praddaude |

### Partido de vuelta
Dos meses después y tras el empate a cero goles en el partido de ida se jugó la vuelta en un Estadio Santiago Bernabéu lleno. Había 120.000 espectadores en el campo y el encuentro fue televisado a trece países con una audiencia cercana a los 150 millones de personas.
El inicio del partido resultó definitivo para los intereses del equipo sudamericano, que vieron cómo con apenas 10 minutos de juego transcurridos, los madrileños ya mandaban en el marcador por tres tantos merced a un destacado Ferenc Puskás, autor de dos goles, y otro de Alfredo Di Stéfano tras rechazar otro disparo del húngaro. Al término de la primera parte, los blancos ganaban por 4-0 gracias a otro tanto de Chus Herrera. Al comienzo de la segunda mitad los españoles no dieron opción a los uruguayos, y anotaron el quinto tanto, obra de Paco Gento. Los uruguayos, desbordados, solo pudieron anotar el gol de la honra en el minuto 80 de partido, obra de Alberto Spencer.
| 1     | POR   | Rogelio Domínguez  |  |
| 2     | DEF   | José Santamaría    |  |
| 3     | DEF   | Marquitos Alonso   |  |
| 4     | DEF   | Pachín             |  |
| 5     | MED   | José María Zárraga |  |
| 6     | MED   | José María Vidal   |  |
| 7     | DEL   | Luis del Sol       |  |
| 8     | DEL   | Chus Herrera       |  |
| 9     | DEL   | Alfredo Di Stéfano |  |
| 10    | DEL   | Ferenc Puskás      |  |
| 11    | DEL   | Paco Gento         |  |
| D. T. | D. T. | Miguel Muñoz       |  |

| 1     | POR   | Luis Maidana         |  |
| 2     | DEF   | Santiago Pino        |  |
| 3     | DEF   | William Martínez     |  |
| 4     | DEF   | Walter Aguerre       |  |
| 5     | DEF   | Francisco Majewski   |  |
| 6     | MED   | Salvador             |  |
| 7     | MED   | Luis Cubilla         |  |
| 8     | MED   | Carlos Linazza       |  |
| 9     | MED   | Juan Eduardo Hohberg |  |
| 10    | DEL   | Alberto Spencer      |  |
| 11    | DEL   | Carlos Borges        |  |
| D. T. | D. T. | Roberto Scarone      |  |

| 3' · 4' · 9' · 44' · 51' | Ferenc Puskás Alfredo Di Stéfano Ferenc Puskás Chus Herrera Paco Gento | 1-0 2-0 3-0 4-0 5-0 |

| 80' | Alberto Spencer | 5-1 |

| Principal | Ken Aston |

| 1     | POR   | Rogelio Domínguez  |  |
| 2     | DEF   | José Santamaría    |  |
| 3     | DEF   | Marquitos Alonso   |  |
| 4     | DEF   | Pachín             |  |
| 5     | MED   | José María Zárraga |  |
| 6     | MED   | José María Vidal   |  |
| 7     | DEL   | Luis del Sol       |  |
| 8     | DEL   | Chus Herrera       |  |
| 9     | DEL   | Alfredo Di Stéfano |  |
| 10    | DEL   | Ferenc Puskás      |  |
| 11    | DEL   | Paco Gento         |  |
| D. T. | D. T. | Miguel Muñoz       |  |

| 1     | POR   | Luis Maidana         |  |
| 2     | DEF   | Santiago Pino        |  |
| 3     | DEF   | William Martínez     |  |
| 4     | DEF   | Walter Aguerre       |  |
| 5     | DEF   | Francisco Majewski   |  |
| 6     | MED   | Salvador             |  |
| 7     | MED   | Luis Cubilla         |  |
| 8     | MED   | Carlos Linazza       |  |
| 9     | MED   | Juan Eduardo Hohberg |  |
| 10    | DEL   | Alberto Spencer      |  |
| 11    | DEL   | Carlos Borges        |  |
| D. T. | D. T. | Roberto Scarone      |  |

| 3' · 4' · 9' · 44' · 51' | Ferenc Puskás Alfredo Di Stéfano Ferenc Puskás Chus Herrera Paco Gento | 1-0 2-0 3-0 4-0 5-0 |

| 80' | Alberto Spencer | 5-1 |

| Principal | Ken Aston |

| 1     | POR   | Rogelio Domínguez  |  |
| 2     | DEF   | José Santamaría    |  |
| 3     | DEF   | Marquitos Alonso   |  |
| 4     | DEF   | Pachín             |  |
| 5     | MED   | José María Zárraga |  |
| 6     | MED   | José María Vidal   |  |
| 7     | DEL   | Luis del Sol       |  |
| 8     | DEL   | Chus Herrera       |  |
| 9     | DEL   | Alfredo Di Stéfano |  |
| 10    | DEL   | Ferenc Puskás      |  |
| 11    | DEL   | Paco Gento         |  |
| D. T. | D. T. | Miguel Muñoz       |  |

| 1     | POR   | Luis Maidana         |  |
| 2     | DEF   | Santiago Pino        |  |
| 3     | DEF   | William Martínez     |  |
| 4     | DEF   | Walter Aguerre       |  |
| 5     | DEF   | Francisco Majewski   |  |
| 6     | MED   | Salvador             |  |
| 7     | MED   | Luis Cubilla         |  |
| 8     | MED   | Carlos Linazza       |  |
| 9     | MED   | Juan Eduardo Hohberg |  |
| 10    | DEL   | Alberto Spencer      |  |
| 11    | DEL   | Carlos Borges        |  |
| D. T. | D. T. | Roberto Scarone      |  |

| 3' · 4' · 9' · 44' · 51' | Ferenc Puskás Alfredo Di Stéfano Ferenc Puskás Chus Herrera Paco Gento | 1-0 2-0 3-0 4-0 5-0 |

| 80' | Alberto Spencer | 5-1 |

| Principal | Ken Aston |

| 1     | POR   | Rogelio Domínguez  |  |
| 2     | DEF   | José Santamaría    |  |
| 3     | DEF   | Marquitos Alonso   |  |
| 4     | DEF   | Pachín             |  |
| 5     | MED   | José María Zárraga |  |
| 6     | MED   | José María Vidal   |  |
| 7     | DEL   | Luis del Sol       |  |
| 8     | DEL   | Chus Herrera       |  |
| 9     | DEL   | Alfredo Di Stéfano |  |
| 10    | DEL   | Ferenc Puskás      |  |
| 11    | DEL   | Paco Gento         |  |
| D. T. | D. T. | Miguel Muñoz       |  |

| 1     | POR   | Luis Maidana         |  |
| 2     | DEF   | Santiago Pino        |  |
| 3     | DEF   | William Martínez     |  |
| 4     | DEF   | Walter Aguerre       |  |
| 5     | DEF   | Francisco Majewski   |  |
| 6     | MED   | Salvador             |  |
| 7     | MED   | Luis Cubilla         |  |
| 8     | MED   | Carlos Linazza       |  |
| 9     | MED   | Juan Eduardo Hohberg |  |
| 10    | DEL   | Alberto Spencer      |  |
| 11    | DEL   | Carlos Borges        |  |
| D. T. | D. T. | Roberto Scarone      |  |

| 3' · 4' · 9' · 44' · 51' | Ferenc Puskás Alfredo Di Stéfano Ferenc Puskás Chus Herrera Paco Gento | 1-0 2-0 3-0 4-0 5-0 |

| 80' | Alberto Spencer | 5-1 |

| Principal | Ken Aston |

|                           |
| Bandera de España         |
| Campeón Real Madrid C. F. |
| 1.er título               |